# Grand Hôtel du Palais Royal
Le Grand Hôtel du Palais Royal est un hôtel de luxe 5 étoiles situé à Paris, dans le premier arrondissement.
Voisin du Palais-Royal, il se trouve en face du Ministère de la Culture.

## Organisation
L'hôtel compte 37 chambres et 22 suites, un restaurant et un bar (CAFÉ 52 Paris 1er), une cabine de massage HOLIDERMIE, une salle de sport, un hammam, et un jacuzzi.

### Restauration
L’hôtel comprend un bar restaurant, le Café 52, qui propose de la nourriture équilibrée et Bio proposée par le chef Maxime Raab. Le service est ouvert de 12h à 21h30 et le bar est ouvert de 7h à minuit.